# Fernand Guey
Léon Lucien Fernand Guey, né le 26 février 1877 à Vincennes, et mort le 25 janvier 1964 à Rouen, est un peintre français de formation, qui s'est illustré comme conservateur de musées de province.

## Biographie
Fernand Guey effectue ses études supérieures à l'école des Beaux-Arts de Paris. Ses formateurs sont Léon Bonnat, Gustave Moreau, François Flameng et Fernand Cormon. Puis il s'inscrit à école du Louvre. Sa thèse est consacrée aux vitraux anciens du diocèse de Cornouaille.
Il présente le Bon Samaritain (1903) au salon des artistes français. En 1905, il devient peintre officiel de la Marine.
Il est nommé successivement conservateur du musée de Quimper (1908-1917) puis directeur du musée de peinture de Rouen par décision du 29 juillet 1922 du sous-secrétaire d'Etat aux Beaux-Arts, succédant à Louis-Émile Minet. Il devient par la suite conservateur du musée des beaux-arts de Rouen jusqu'en 1950, année où Hubert Guillet le remplace.
Il est le fondateur de la société des Amis du musée des Beaux-arts de Rouen en 1926.
Le 23 avril 1926, sous la présidence de Pierre Chirol, il est reçu à l'académie de Rouen par Samuel Frère, doyen de l'Académie. Dans son allocution, Fernand Guey ne manque pas de s'inscrire dans la lignée de ses prédécesseurs, sans oublier la tâche de Charles Le Carpentier dans l'inventaire qu'il eut à dresser dans le tumulte causé par la Révolution.
À Rouen, comme à Grenoble (Andry-Farcy, conservateur) ou Nice, la direction des Beaux-Arts entreprend dans les années 1930 une reprise en main des méthodes locales de conservation des œuvres. Fernand Guey, disposant de l'appui de Paul Vitry, conservateur au musée du Louvre, a été nommé en ce sens en 1922 contre le candidat soutenu par la ville de Rouen, Georges Le Meilleur.
De fait, on lui doit de ressortir des réserves des trésors oubliés autour desquels il développe une stratégie de communication : tels deux bustes d'Augustin Pajou (dont un de 1788 de l'intendant de Crosne) remontés des réserves dès 1923 ; en 1925, il dépoussière un retable qu'il attribue à Jan van Coninxloo,.
Avec l'entregent du 5e duc de Trévise et mécène, Édouard Mortier, il entreprend la longue opération de sauvegarde de l'aître Saint-Maclou, à partir de 1928, avec l'appui du journaliste local Georges Dubosc en 1925.

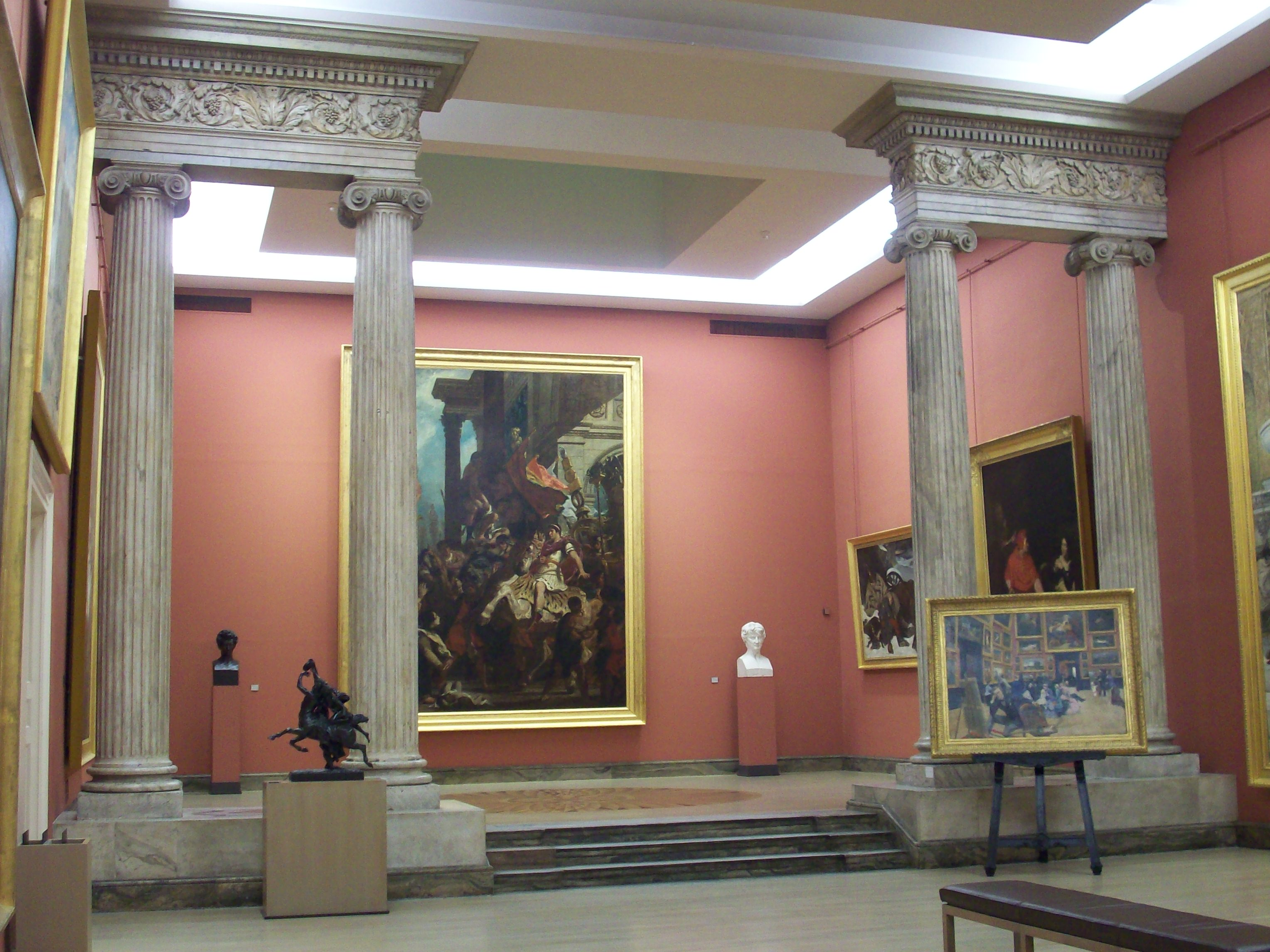
Scénographie Delacroix dans la salle du Jubé.

C'est sur son initiative que le jubé de la cathédrale est remonté au sein du musée pour scénographier La Justice de Trajan de Delacroix en 1929.
Dans l'entre-deux-guerres, lui qui avait dès octobre 1922 offert au musée une salle consacrée à la société des artistes rouennais conforte son assise locale en faisant acheter quelques toiles de l'École de Rouen : Marcel Couchaux, Maurice Louvrier, Pierre Dumont, Édouard de Bergevin ou encore Paul Mascart ne tarissent pas d'éloges à l'endroit du conservateur qui prend la plume dans le Journal de Rouen pour y manifester sa satisfaction au travers des comptes-rendus des expositions de ces artistes locaux.
Il meurt à Rouen dans l'indifférence rouennaise le 25 janvier 1964 dans sa 87e année.

## Œuvres dans les collections
- Rouen, musée des Beaux-Arts :
  - L'escalier de la rue du petit salut à Rouen, 1929[12]
  - Vue de Moustiers, ca 1944[13]
  - Paysage breton , 1951[14]

- Quimper, musée des Beaux-Arts[15] :
  - Place au Beurre la nuit, Quimper, ca 1900
  - Chaumière sous les arbres
  - Ancienne place du marché au beurre de pot ; Quimper, ca 1913

- Non localisés (évoqués lors de la réception de Guey à l'Académie de Rouen) :
  - Jardin des Plantes
  - Cathédrale
  - Aître Saint-Maclou

## Distinctions
- Officier d'académie
- Officier de l'Instruction publique
- Chevalier de la Légion d'honneur

## Hommage
Une impasse à son nom existe dans la ville de Quimper.